# Lever de rideau
Ein Lever de rideau (frz. für Aufziehen des Vorhangs) ist im französischen Theater ein kurzes, wenig anspruchsvolles Theaterstück, das als Vorspiel vor dem Hauptteil einer Vorstellung aufgeführt wird, und zwar üblicherweise auf dem Proszenium, jenem Teil der Bühne, der sich vor dem Vorhang befindet. In der Art des Dargebotenen entspricht es in etwa dem Zwischenspiel, das zwischen Akten oder Bildern einer Vorstellung gegeben wurde. Als lever de rideau wurden zum Beispiel Proverbes dramatiques gespielt, das sind kleine Stücke, in denen Sprichwörter oder allgemeine Lebensgrundsätze erläutert und illustriert werden. Es konnte sich aber auch um ganze Einakter handeln, oft in der Art einer frühen Operette, wie sie etwa im Londoner Theater als curtain raiser gegeben wurden. In dieser Tradition führte etwa das Schauspielhaus Zürich 2006 das Stück L’Affaire de la rue de Lourcine von Eugène Marin Labiche in Anschluss an das Lever de rideau Vingt-Six von Georges Courteline auf.
Der Begriff Lever de rideau wurde erstmals 1826 in diesem Sinn verwendet. 

## Werktitel
Bis heute wird dieser Begriff vor allem als Titel verwendet:
- Lever de Rideau ist der Titel mehrerer Musik-Alben, darunter mit Mafia Trece,
- Le lever de rideau ist der Titel eines Filmes von Jean-Pierre Marchand mit Serge Gainsbourg (1973),
- Lever De Rideau: Histoire Des Théâtres Privés De Paris ist der Titel eines Buches von Jean-Paul Caracalla, Verlag Denoël, Paris 1994, ISBN 2-207-24155-6.
- Lever de Rideau – die Szene des Vorhangs ist der Titel einer Vortragsperformance von Sibylle Peters und Gabriele Brandstetter (2004),
- Un Lever de rideau ist der Titel eines Kurzfilms von François Ozon (2006).